# Vittorio Schiavon
Vittorio Schiavon (Fiume, 1861 – Amsterdam, 22 ottobre 1918) è stato un pittore italiano.

## Biografia
Risiedette a Trieste fino al 1898, quando iniziò a viaggiare per l'Europa stabilendosi infine in Olanda, dove morì.
Fu illustratore dei decenni conclusivi dell'800 collaborando con case tipo-litografiche triestine come Sambo, Linassi, Herrmanstorfer.
Emigrò nel 1900 dapprima a Praga, ma conquisterà successivamente una buona notorietà come pittore ad Amsterdam dove frequentò il gruppo di artisti olandesi, De Onafhankelijken, con il quale espose negli anni dal 1913 al 1917. Fu pure maestro della pittrice ed attrice olandese Nola Hatterman (1899–1984).
Una sua opera, De Beursbengel Luidt, è esposta all'Amsterdams Historisch Museum.